# Champagné-le-Sec
Champagné-le-Sec település Franciaországban, Vienne megyében. Lakosainak száma 213 fő (2022. január 1.). Champagné-le-Sec Blanzay, Chaunay, Linazay és Saint-Pierre-d’Exideuil községekkel határos.

## Népesség
A település népességének változása:
| Lakosok száma | 221  | 209  | 207  | 200  | 199  | 197  | 202  | 208  | 213  |
|               | 2013 | 2015 | 2016 | 2017 | 2018 | 2019 | 2020 | 2021 | 2022 |